# 23893 Lauman
23893 Lauman è un asteroide della fascia principale. Scoperto nel 1998, presenta un'orbita caratterizzata da un semiasse maggiore pari a 2,4254004 UA e da un'eccentricità di 0,1773222, inclinata di 1,78186° rispetto all'eclittica.